# Solieria cinerea
Solieria cinerea är en tvåvingeart som beskrevs av Robineau-desvoidy 1849. Solieria cinerea ingår i släktet Solieria och familjen parasitflugor.
Artens utbredningsområde är Frankrike. Inga underarter finns listade i Catalogue of Life.